# Навицкайте, Маргарита
Маргарита Навицкайте (лит. Margarita Navickaitė; род. 10 декабря 1961, Кудиркос-Науместис, Шакяйское районное самоуправление), в замужестве Ясевичене (лит. Jasẽvičienė) и Норейкене (лит. Noreikíenė) — советская и литовская легкоатлетка, специалистка по барьерному бегу и спринту. Выступала за сборные СССР и Литвы по лёгкой атлетике в 1980-х и 1990-х годах, двукратная чемпионка Всемирной Универсиады, победительница всесоюзных и республиканских первенств, действующая рекордсменка Литвы в эстафете 4 × 400 метров. Мастер спорта СССР международного класса.

## Биография
Маргарита Навицкайте родилась 10 декабря 1961 года в городе Кудиркос-Науместис, Литовская ССР. Заниматься лёгкой атлетикой начала в 1976 году, проходила подготовку в Вильнюсе под руководством заслуженного тренера СССР Фелиции Юозовны Кароблене, состояла в добровольном спортивном обществе «Нямунас».
С начала 1980-х годов входила в число сильнейших литовских легкоатлеток, неоднократно становилась чемпионкой Литвы в беге на 400 метров, беге на 400 метров с барьерами, эстафете 4 × 400 метров.
Первого серьёзного успеха на всесоюзном уровне добилась в сезоне 1982 года, когда с литовской командой одержала победу в эстафете 4 × 400 метров на соревнованиях в Ленинграде.
В 1983 году на чемпионате страны в рамках VIII летней Спартакиады народов СССР в Москве завоевала бронзовые награды в беге на 400 метров с барьерами и в эстафете 4 × 400 метров, причём в эстафете установила ныне действующий национальный рекорд Литвы — 3:27.54. Также в барьерном беге была лучшей на всесоюзных стартах в Ленинграде и Кишинёве. По итогам сезона удостоена почётного звания «Мастер спорта СССР международного класса».
В 1984 году на всесоюзном старте в Киеве финишировал шестой, установив свой личный рекорд в 400-метровом барьерном беге — 55,02, тогда как на чемпионате СССР в Донецке взяла бронзу в беге с барьерами и в эстафете 4 × 400 метров.
Будучи студенткой, в 1985 году представляла Советский Союз на Всемирной Универсиаде в Кобе, где заняла первое место в беге на 400 метров с барьерами и в эстафете 4 × 400 метров.
В 1986 году в 400-метровом барьерном беге выиграла бронзовую медаль на чемпионате СССР в Киеве.
В 1987 году в той же дисциплине стала пятой на Мемориале братьев Знаменских в Москве, превзошла всех соперниц на всесоюзном старте в Минске, была пятой в Таллине, четвёртой на Всемирной Универсиаде в Загребе.
В 1989 году получила серебро на Мемориале братьев Знаменских в Волгограде, победила на международном старте в польском Грудзёндзе, заняла пятое место на чемпионате СССР в Горьком.
После распада Советского Союза ещё в течение некоторого времени оставалась действующей спортсменкой, выигрывала национальные первенства, входила в сборную Литвы. Представляла Республиканскую школу высшего спортивного мастерства Республиканского центра подготовки спортсменов.
Окончила Вильнюсский педагогический университет (1993). Завершив спортивную карьеру, с 1998 года работала учителем физкультуры в средней школе имени Юзефа Игнатия Крашевского в Вильнюсе.